# Морейра, Мила
Марилда Алвеш Морейра да Силва (порт. Marilda Alves Moreira da Silva; 18 мая 1946, Сан-Паулу — 6 декабря 2021, Рио-де-Жанейро) — бразильская манекенщица, актриса, телеведущая.

## Биография
Родилась в Сан-Паулу и выросла недалеко от железнодорожной станции Лус, в семье португальцев. Её отец владел небольшой гостиницей для уличных торговцев, а мать была домохозяйкой. Марилде не нравилось имя, данное ей при рождении, и в качестве псевдонима она выбрала имя Мила, в честь героини романа Леона Юриса «Мила 18».
Одна из первых бразильянок, получивших статус топ-модели. В 1960 году она была коронована как «Мисс Огни города» (Miss Luces de la Ciudad) и выиграла в качестве приза поездку в Нью-Йорк. В 1963 году выступала в качестве манекенщицы на Национальной ярмарке текстильной промышленности Fenit, демонстрируя одежду компании Rhodia Têxtil вместе с моделями Улли и Майлу. Они оставались эксклюзивными манекенщицами Rhodia до 1970 года. Впоследствии Мила и Улли основали модельное агентство в Рио-де-Жанейро, однако это предприятие потерпело крах.
Через некоторое время переехала в Нью-Йорк, где работала администратором в бразильском банке. В 1979 году вернулась в Бразилию, работала на телеканале «Бандейрантис» ассистентом художественного режиссёра в программе «Чакриньи». Кассиано Габус Мендес, очарованный её шармом, пригласил её на роль в теленовелле Marrom Glace на TV Globo. В дальнейшем она получала роли практически по всех его работах.
С 1997 года также преподавала на курсах моделей в Профессиональном культурном центре Роберту Агирре.
Умерла от остановки сердца 6 декабря 2021 года.

### Личная жизнь
Была замужем четырежды: в первый раз — за актёром Луисом Густаво (1971—1973); второй брак был заключён с инженером из Сан-Паулу (1974—1977 годы); третий — с австрийским дизайнером Хансом Доннером (1983—1986); четвёртый — с Жуаном Карлосом Балагером (1999—2005). Также известно о её романах с музыкальным продюсером Роналдо Босколи (1966—1967) и актёрами Грасиндо Жуниором (1979—1980) и Эдуардо Конде (1980—1981).
Детей не имела. В одном из интервью призналась, что не завела детей, потому что никогда не чувствовала себя полностью уверенной в отношениях и своём финансовом положении.

## Фильмография
- 1979 — Marron Glacê — Эрика
- 1980 — Перья и блёстки — Доринья
- 1981 — Акробаты — Неуклюжая
- 1982 — Два по цене одного — Марлен
- 1982 — Приключения Марио Фофока
- 1983 — Вкус мёда — Луба
- 1983 — Шампанское — Фернанда
- 1984 — Тело к телу[порт.] — Кристина Вернек
- 1984 — Aguenta — Coração
- 1985 — Ты, ты, ты — камео
- 1986 — Власть желания — Ирис
- 1987 — Хула-хуп — Муму Соарес Сампайо
- 1989 — Какой я король? — Змира
- 1990 — Мой хороший, мой плохой — Бьянка Пайва
- 1992 — Мятежные годы — Регина Рибейро
- 1993 — Карта шахты — Карлота Стрега
- 1995 — Новая жертва — Карла
- 1997 — Неукротимый — Присцилла Вествуд
- 1997 — Жестокий ангел — Мария Лусинда «Марилу» Фуртаду
- 2000 — Тренировка — Урсула (Иоланда)
- 2001 — Майя — виконтесса Гафанья
- 2002 — Пятый из Ада — Иньес
- 2002 — Вкус страсти — Грейс Диас
- 2004 — Одно сердце — Лола Флорес
- 2004 — Горячая линия — Элоа (серия «Преступление сестёр Пони»)
- 2005 — Домработница — Тикинья Лайоло
- 2005 — Как волна — доктор Вирхиния Лемос
- 2005 — Красивая — Раймунда
- 2006 — JK — Мария Алиса
- 2007 — Тропический рай — Марсия Мариу
- 2007 — Zorra Total — мать Марсии
- 2008 — Специальный эпизод — камео
- 2008 — Дорогие друзья — Марлен
- 2008 — Каменный круг — Урания
- 2009 — Viver a Vida — Ведущая показа мод
- 2010 — Ты, ты, ты — Стелла Санчес
- 2011 — Звезда — Мириам Ламберт Мелло Ассунсао
- 2013 — Хорошая кровь — Сильвия Лапорт
- 2016 — Закон любви — Джоконда Моретто Феррари (Джиджи)